# شهرک کوران‌آباد
شهرک کوران‌آباد ، روستایی از توابع بخش مرکزی شهرستان اردل در استان چهارمحال و بختیاری ایران است.

## جمعیت
این روستا در دهستان پشتکوه قرار دارد و براساس سرشماری مرکز آمار ایران در سال ۱۳۸۵، جمعیت آن ۳۶۳ نفر (۶۴خانوار) بوده‌است.